# (2213) Meeus
Pour les articles homonymes, voir Meeus.
L'astéroïde (2213) Meeus (1935 SO1) a été découvert par Eugène Delporte à l'Observatoire royal de Belgique en 1935.
Il a été baptisé en hommage à Jean Meeus, astronome amateur belge.